# Комитет Палаты представителей США по иностранным делам
Комитет Палаты представителей по иностранным делам (англ. United States House Committee on Foreign Affairs или англ. House Foreign Affairs Committee) — комитет Палаты представителей Конгресса США, который занимается разработкой законопроектов в области международных отношений США. С 1975 по 1978 и с 1995 по 2007 комитет назывался англ. Committee on International Relations. При изменениях названия обязанности Комитета не менялись.
Среди глав Комитета последние годы были Илеана Рос-Лейтинен и Том Лантос. Главой комитета с января 2013 года является конгрессмен от Калифорнии, республиканец Эд Ройс.

## Подкомитеты
- Подкомитет по Африке, всеобщему здравоохранению, правам человека и международным организациям
- Подкомитет по Азии и Тихоокеанскому региону
- Подкомитет по Европе, Азии и опасным глобальным угрозам
- Подкомитет по Ближнему Востоку и Северной Африке
- Подкомитет по терроризму, ограничениям и торговле
- Подкомитет по Западному полушарию